# Andrzej Puczyński
Andrzej Puczyński, występujący również pod pseudonimami Puczek oraz Blake (ur. 29 października 1947 w Warszawie) – polski gitarzysta rockowy, realizator dźwięku, kompozytor i producent muzyczny, autor tekstu, inżynier dźwięku, prezes Związku Producentów Audio-Video od 1 czerwca 2001 roku, właściciel studia nagrań i wytwórni płytowej Izabelin Studio.

## Życiorys

### Rodzina i edukacja
Absolwent Wydziału Inżynierii Lądowej na Politechnice Warszawskiej (1972–1973). Brat gitarzysty Wojciecha Puczyńskiego.

### Kariera
Jest współzałożycielem grup Exodus i MadMax, dyrektorem generalnym wytwórni PolyGram Polska przekształconej z czasem w Universal Music Polska i prezesem zarządu Związki Producentów Audio-Video (od 2001). Zasiada również w zarządzie agregatoru muzyki cyfrowej e-Muzyka oraz jest członkiem rady nadzorczej Music Export Poland. Członek Rady Polskiej Fundacji Muzycznej. Ponadto jest właścicielem studia nagrań i wytwórni płytowej Izabelin Studio. Współpracuje z Jerzym Owsiakiem jako juror w eliminacjach do festiwalu Pol’and’Rock Festival.
W trakcie kariery wyprodukował kilkadziesiąt albumów i singli. Ponadto do kilkunastu stworzył muzykę i/lub tekst.
W 1994 był nominowany do Fryderyków w kategorii Nagroda specjalna za całokształt dokonań organizacyjnych i impresaryjnych do roku 1994. Od 2011 zasiada w Radzie Akademii Fonograficznej ZPAV w sekcji muzyki rozrywkowej. W 2021 roku był członkiem Rady Akademii sekcji muzyki poważnej do Fryderyków 2021.

### Życie prywatne
W 2003 został ojcem chrzestnym Xaviera Wiśniewskiego, syna Michała Wiśniewskiego oraz Marty Wiśniewskiej. Chrzest odbył się w Laponii, na północy Szwecji.

## Dyskografia

### Występy gościnne
| Rok  | Wykonawca                                                         | Album     | Utwór    | Źr.    |
| ---- | ----------------------------------------------------------------- | --------- | -------- | ------ |
| 2017 | POTH, gościnnie: Andrzej Puczyński                                | Przemiany | „Spokój” | [ 18 ] |
| 2021 | Ifi Ude, gościnnie: Andrzej Puczyński, Bart Pałyga i Marcin Lamch | Ludevo    | „Dusza”  | [ 19 ] |

### Utwory dla innych artystów (wybór)
| Rok  | Wykonawca                         | Album                           | Utwór                           | Uwagi                             | Źr.    |
| ---- | --------------------------------- | ------------------------------- | ------------------------------- | --------------------------------- | ------ |
| 1989 | Kyks, Bezdomne Psy                | Kyksówka Blues                  | „Swing Jasia”                   | miksowanie, dyrektor artystyczny  | [ 20 ] |
| 1989 | Kyks, Bezdomne Psy                | Kyksówka Blues                  | „Czemu serce me tak bije”       | miksowanie, dyrektor artystyczny  | [ 20 ] |
| 1989 | Kyks, Bezdomne Psy                | Kyksówka Blues                  | „Na poczytnych stronach gazet”  | miksowanie, dyrektor artystyczny  | [ 20 ] |
| 1989 | Kyks, Bezdomne Psy                | Kyksówka Blues                  | „Blues o dwóch garniturach”     | miksowanie, dyrektor artystyczny  | [ 20 ] |
| 1989 | Kyks, Bezdomne Psy                | Kyksówka Blues                  | „Zniknąć tak”                   | miksowanie, dyrektor artystyczny  | [ 20 ] |
| 1989 | Kyks, Bezdomne Psy                | Kyksówka Blues                  | „Poleczka”                      | miksowanie, dyrektor artystyczny  | [ 20 ] |
| 1989 | Kyks, Bezdomne Psy                | Kyksówka Blues                  | „Piękne etykietki”              | miksowanie, dyrektor artystyczny  | [ 20 ] |
| 1989 | Kyks, Bezdomne Psy                | Kyksówka Blues                  | „Rewelacja bluesa”              | miksowanie, dyrektor artystyczny  | [ 20 ] |
| 1989 | Ziyo                              | Ziyo                            | „Poza tym miejscem”             | miksowanie, produkcja, inżynieria | [ 21 ] |
| 1989 | Ziyo                              | Ziyo                            | „Graffiti”                      | miksowanie, produkcja, inżynieria | [ 21 ] |
| 1989 | Ziyo                              | Ziyo                            | „Obwarowany”                    | miksowanie, produkcja, inżynieria | [ 21 ] |
| 1989 | Ziyo                              | Ziyo                            | „Idziemy wytrwale”              | miksowanie, produkcja, inżynieria | [ 21 ] |
| 1989 | Ziyo                              | Ziyo                            | „Panie prezydencie”             | miksowanie, produkcja, inżynieria | [ 21 ] |
| 1989 | Ziyo                              | Ziyo                            | „Pod jednym niebem”             | miksowanie, produkcja, inżynieria | [ 21 ] |
| 1989 | Ziyo                              | Ziyo                            | „Nowe krajobrazy”               | miksowanie, produkcja, inżynieria | [ 21 ] |
| 1989 | Ziyo                              | Ziyo                            | „Islands”                       | miksowanie, produkcja, inżynieria | [ 21 ] |
| 1990 | De Mono                           | Oh Yeah!                        | „Moje miasto nocą”              | produkcja, inżynieria             | [ 22 ] |
| 1990 | De Mono                           | Oh Yeah!                        | „Tak blisko Ciebie”             | produkcja, inżynieria             | [ 22 ] |
| 1990 | De Mono                           | Oh Yeah!                        | „Meksyk”                        | produkcja, inżynieria             | [ 22 ] |
| 1990 | De Mono                           | Oh Yeah!                        | „Zmowa”                         | produkcja, inżynieria             | [ 22 ] |
| 1990 | De Mono                           | Oh Yeah!                        | „Rozstania bez słów”            | produkcja, inżynieria             | [ 22 ] |
| 1990 | De Mono                           | Oh Yeah!                        | „Gdy nadejdzie noc”             | produkcja, inżynieria             | [ 22 ] |
| 1990 | De Mono                           | Oh Yeah!                        | „Oh Yeah!”                      | produkcja, inżynieria             | [ 22 ] |
| 1990 | De Mono                           | Oh Yeah!                        | „Naga i bosa”                   | produkcja, inżynieria             | [ 22 ] |
| 1990 | De Mono                           | Oh Yeah!                        | „Ulice małych miast”            | produkcja, inżynieria             | [ 22 ] |
| 1990 | De Mono                           | Oh Yeah!                        | „Zostańmy sami”                 | produkcja, inżynieria             | [ 22 ] |
| 1990 | De Mono                           | Oh Yeah!                        | „Afryka”                        | produkcja, inżynieria             | [ 22 ] |
| 1990 | De Mono                           | Oh Yeah!                        | „Za oknami wiatr szaleje”       | produkcja, inżynieria             | [ 22 ] |
| 1990 | De Mono                           | Oh Yeah!                        | „Otoczony”                      | produkcja, inżynieria             | [ 22 ] |
| 1990 | De Mono                           | Oh Yeah!                        | „Kochać inaczej”                | produkcja, inżynieria             | [ 22 ] |
| 1990 | De Mono                           | Oh Yeah!                        | „Let’s Swing”                   | produkcja, inżynieria             | [ 22 ] |
| 1990 | De Mono                           | Oh Yeah!                        | „Wait”                          | produkcja, inżynieria             | [ 22 ] |
| 1990 | De Mono                           | Oh Yeah!                        | „Sweet Jail”                    | produkcja, inżynieria             | [ 22 ] |
| 1990 | Closterkeller                     | Purple                          | „Purple”                        | produkcja                         | [ 23 ] |
| 1990 | Closterkeller                     | Purple                          | „Wyznanie siebie”               | produkcja                         | [ 23 ] |
| 1990 | Closterkeller                     | Purple                          | „Czekając na dzień”             | produkcja                         | [ 23 ] |
| 1990 | Closterkeller                     | Purple                          | „Jesteś wciąż nieuchwytny”      | produkcja                         | [ 23 ] |
| 1990 | Closterkeller                     | Purple                          | „Ostatnia noc wizji”            | produkcja                         | [ 23 ] |
| 1990 | Closterkeller                     | Purple                          | „Maska”                         | produkcja                         | [ 23 ] |
| 1990 | Closterkeller                     | Purple                          | „Paranoja coraz bliżej”         | produkcja                         | [ 23 ] |
| 1990 | Closterkeller                     | Purple                          | „I jeszcze raz do końca”        | produkcja                         | [ 23 ] |
| 1990 | Closterkeller                     | Purple                          | „Czarna apokalipsa”             | produkcja                         | [ 23 ] |
| 1990 | Closterkeller                     | Purple                          | „Jihad”                         | produkcja                         | [ 23 ] |
| 1990 | Closterkeller                     | Purple                          | „Wolfgang na odlocie”           | produkcja                         | [ 23 ] |
| 1990 | Proletaryat                       | Proletariat                     | „Chlajmy”                       | produkcja                         | [ 24 ] |
| 1990 | Proletaryat                       | Proletariat                     | „Proleteriat”                   | produkcja                         | [ 24 ] |
| 1990 | Proletaryat                       | Proletariat                     | „Zostanę żołnierzem”            | produkcja                         | [ 24 ] |
| 1990 | Proletaryat                       | Proletariat                     | „Gdy umierają bogowie”          | produkcja                         | [ 24 ] |
| 1990 | Proletaryat                       | Proletariat                     | „Na rogu ulic”                  | produkcja                         | [ 24 ] |
| 1990 | Proletaryat                       | Proletariat                     | „Wstawaj”                       | produkcja                         | [ 24 ] |
| 1990 | Proletaryat                       | Proletariat                     | „Hej, naprzód marsz”            | produkcja                         | [ 24 ] |
| 1990 | Proletaryat                       | Proletariat                     | „Red Rain”                      | produkcja                         | [ 24 ] |
| 1990 | Proletaryat                       | Proletariat                     | „Wała”                          | produkcja                         | [ 24 ] |
| 1990 | Proletaryat                       | Proletariat                     | „Tienanmen”                     | produkcja                         | [ 24 ] |
| 1990 | Proletaryat                       | Proletariat                     | „Oszukany”                      | produkcja                         | [ 24 ] |
| 1990 | Proletaryat                       | Proletariat                     | „Odezwa”                        | produkcja                         | [ 24 ] |
| 1990 | Proletaryat                       | Proletariat                     | „Demo Blues”                    | produkcja                         | [ 24 ] |
| 1991 | Balkan Electrique                 | Balkan Electrique               | „Ya Me Poday”                   | produkcja                         | [ 25 ] |
| 1991 | Balkan Electrique                 | Balkan Electrique               | „Smalltown Boy”                 | produkcja                         | [ 25 ] |
| 1991 | Balkan Electrique                 | Balkan Electrique               | „Wojtek for President”          | produkcja                         | [ 25 ] |
| 1991 | Balkan Electrique                 | Balkan Electrique               | „No Longer with You”            | produkcja                         | [ 25 ] |
| 1991 | Balkan Electrique                 | Balkan Electrique               | „Kochaj (Sexmix)”               | produkcja                         | [ 25 ] |
| 1991 | Balkan Electrique                 | Balkan Electrique               | „Kochaj, nie zabijaj”           | produkcja                         | [ 25 ] |
| 1991 | Balkan Electrique                 | Balkan Electrique               | „Hijackers’ Party”              | produkcja                         | [ 25 ] |
| 1991 | Balkan Electrique                 | Balkan Electrique               | „Rano Ya Donka”                 | produkcja                         | [ 25 ] |
| 1991 | Balkan Electrique                 | Balkan Electrique               | „Kalino Lyo”                    | produkcja                         | [ 25 ] |
| 1991 | Balkan Electrique                 | Balkan Electrique               | „Somewhere on the Moon”         | produkcja                         | [ 25 ] |
| 1991 | Proletaryat                       | Proletaryat                     | „Exit”                          | produkcja                         | [ 26 ] |
| 1991 | Proletaryat                       | Proletaryat                     | „Szybko o życiu”                | produkcja                         | [ 26 ] |
| 1991 | Proletaryat                       | Proletaryat                     | „Srajmy / Nie chcę, nie”        | produkcja                         | [ 26 ] |
| 1991 | Proletaryat                       | Proletaryat                     | „Mamy tysiąc lat”               | produkcja                         | [ 26 ] |
| 1991 | Proletaryat                       | Proletaryat                     | „Już koniec”                    | produkcja                         | [ 26 ] |
| 1991 | Proletaryat                       | Proletaryat                     | „Ogień rewolucji”               | produkcja                         | [ 26 ] |
| 1991 | Proletaryat                       | Proletaryat                     | „Zrywaj się mała”               | produkcja                         | [ 26 ] |
| 1991 | Proletaryat                       | Proletaryat                     | „Żywe trupy”                    | produkcja                         | [ 26 ] |
| 1991 | Proletaryat                       | Proletaryat                     | „Pokój z kulą w głowie”         | produkcja                         | [ 26 ] |
| 1991 | Proletaryat                       | Proletaryat                     | „Dlaczego ja”                   | produkcja                         | [ 26 ] |
| 1991 | Proletaryat                       | Proletaryat                     | „Sumienie generała”             | produkcja                         | [ 26 ] |
| 1991 | Proletaryat                       | Proletaryat                     | „Zadania władzy”                | produkcja                         | [ 26 ] |
| 1991 | Proletaryat                       | Proletaryat                     | „Karaluch”                      | produkcja                         | [ 26 ] |
| 1993 | Big Day                           | W świetle i we mgle             | „Violet Train”                  | miksowanie                        | [ 27 ] |
| 1993 | Big Day                           | W świetle i we mgle             | „Jeszcze czas”                  | miksowanie                        | [ 27 ] |
| 1993 | Big Day                           | W świetle i we mgle             | „Mój znak”                      | miksowanie                        | [ 27 ] |
| 1993 | Big Day                           | W świetle i we mgle             | „Someone”                       | miksowanie                        | [ 27 ] |
| 1993 | Big Day                           | W świetle i we mgle             | „W świetle i we mgle”           | miksowanie                        | [ 27 ] |
| 1993 | Big Day                           | W świetle i we mgle             | „Mam ich wszystkich”            | miksowanie                        | [ 27 ] |
| 1993 | Big Day                           | W świetle i we mgle             | „Jestem jak wiatr”              | miksowanie                        | [ 27 ] |
| 1993 | Big Day                           | W świetle i we mgle             | „Love Is the Stream of Time”    | miksowanie                        | [ 27 ] |
| 1993 | Big Day                           | W świetle i we mgle             | „Obłęd brylantów”               | miksowanie                        | [ 27 ] |
| 1993 | Big Day                           | W świetle i we mgle             | „Ostry smak ziemi”              | miksowanie                        | [ 27 ] |
| 1993 | Big Day                           | W świetle i we mgle             | „Widzieć tak”                   | miksowanie                        | [ 27 ] |
| 1993 | Big Day                           | W świetle i we mgle             | „Głos nieobecnych”              | miksowanie                        | [ 27 ] |
| 1993 | Big Day                           | W świetle i we mgle             | „It’s Not Mystery”              | miksowanie                        | [ 27 ] |
| 1994 | Ziyo                              | Tetris                          | „Nr. 4”                         | miksowanie                        | [ 28 ] |
| 1994 | Ziyo                              | Tetris                          | „Niech płonie Rzym”             | miksowanie                        | [ 28 ] |
| 1994 | Ziyo                              | Tetris                          | „Magiczne słowa”                | miksowanie                        | [ 28 ] |
| 1994 | Ziyo                              | Tetris                          | „Ethos”                         | miksowanie                        | [ 28 ] |
| 1994 | Ziyo                              | Tetris                          | „Isabelle”                      | miksowanie                        | [ 28 ] |
| 1994 | Ziyo                              | Tetris                          | „Noc i dzień”                   | miksowanie                        | [ 28 ] |
| 1994 | Ziyo                              | Tetris                          | „Ikar”                          | miksowanie                        | [ 28 ] |
| 1994 | Ziyo                              | Tetris                          | „Tetris”                        | miksowanie                        | [ 28 ] |
| 1994 | Ziyo                              | Tetris                          | „Teraz albo nigdy”              | miksowanie                        | [ 28 ] |
| 1994 | Ziyo                              | Tetris                          | „Dwa słońca”                    | miksowanie                        | [ 28 ] |
| 1994 | Ziyo                              | Tetris                          | „Hush”                          | miksowanie                        | [ 28 ] |
| 1994 | Ziyo                              | Tetris                          | „Isabelle” (France Mix)         | miksowanie                        | [ 28 ] |
| 1994 | Ziyo                              | Tetris                          | „Teraz albo nigdy” (France Mix) | miksowanie                        | [ 28 ] |
| 1997 | Foje                              | Geltoni krantai                 | „Paskutinė Žiema”               | miksowanie                        | [ 29 ] |
| 1997 | Foje                              | Geltoni krantai                 | „Geltoni Krantai”               | miksowanie                        | [ 29 ] |
| 1997 | Foje                              | Geltoni krantai                 | „Kita Diena”                    | miksowanie                        | [ 29 ] |
| 1997 | Foje                              | Geltoni krantai                 | „Vaikystės Stogas”              | miksowanie                        | [ 29 ] |
| 1997 | Foje                              | Geltoni krantai                 | „Laužo Šviesa”                  | miksowanie                        | [ 29 ] |
| 1997 | Foje                              | Geltoni krantai                 | „Žodžiai Į Tylą”                | miksowanie                        | [ 29 ] |
| 1997 | Foje                              | Geltoni krantai                 | „Tu Nieko Dar Nepažinai”        | miksowanie                        | [ 29 ] |
| 1997 | Foje                              | Geltoni krantai                 | „Žvakių Šviesoje”               | miksowanie                        | [ 29 ] |
| 1997 | Foje                              | Geltoni krantai                 | „Aš Gimsiu Rytoj”               | miksowanie                        | [ 29 ] |
| 2001 | Kasia Kowalska                    | Czekając na...                  | „Mojej krwi chcesz”             | miksowanie                        | [ 30 ] |
| 2002 | Cold War                          | Autobana                        | „Praktyczny kolor”              | muzyka, słowa                     | [ 31 ] |
| 2010 | Hey                               | Ho!                             | „Empty Page”                    | produkcja                         | [ 32 ] |
| 2010 | Hey                               | Ho!                             | „O drugim policzku”             | produkcja                         | [ 32 ] |
| 2010 | Hey                               | Ho!                             | „Ja, sowa”                      | produkcja                         | [ 32 ] |
| 2010 | Hey                               | Ho!                             | „Have a Nice Day”               | produkcja                         | [ 32 ] |
| 2010 | Hey                               | Ho!                             | „Cudownie”                      | produkcja                         | [ 32 ] |
| 2010 | Hey                               | Ho!                             | „Between”                       | produkcja                         | [ 32 ] |
| 2010 | Hey                               | Ho!                             | „Is It Strange”                 | produkcja                         | [ 32 ] |
| 2010 | Hey                               | Ho!                             | „Misie”                         | produkcja                         | [ 32 ] |
| 2010 | Hey                               | Ho!                             | „Niekoniecznie o mężczyźnie”    | produkcja                         | [ 32 ] |
| 2010 | Hey                               | Ho!                             | „That’s a Lie”                  | produkcja                         | [ 32 ] |
| 2010 | Hey                               | Ho!                             | „Chyba”                         | produkcja                         | [ 32 ] |
| 2010 | Hey                               | Ho!                             | „Maliny się kończą”             | produkcja                         | [ 32 ] |
| 2010 | Hey                               | Ho!                             | „What About Me”                 | produkcja                         | [ 32 ] |
| 2010 | Hey                               | Ho!                             | „Ho”                            | produkcja                         | [ 32 ] |
| 2010 | Stachursky                        | Wspaniałe polskie przeboje 2    | „Ponury pejzaż”                 | muzyka, słowa                     | [ 33 ] |
| 2015 | Chico                             | In Limbo                        | „Between the Middle”            | produkcja, miksowanie, mastering  | [ 34 ] |
| 2015 | Chico                             | In Limbo                        | „Niekompletnie”                 | produkcja, miksowanie, mastering  | [ 34 ] |
| 2015 | Chico                             | In Limbo                        | „Paranoja”                      | produkcja, miksowanie, mastering  | [ 34 ] |
| 2015 | Chico                             | In Limbo                        | „Days Go By”                    | produkcja, miksowanie, mastering  | [ 34 ] |
| 2015 | Chico                             | In Limbo                        | „Memories”                      | produkcja, miksowanie, mastering  | [ 34 ] |
| 2015 | Chico                             | In Limbo                        | „Na chwilę”                     | produkcja, miksowanie, mastering  | [ 34 ] |
| 2015 | Chico                             | In Limbo                        | „Anyway”                        | produkcja, miksowanie, mastering  | [ 34 ] |
| 2015 | Chico                             | In Limbo                        | „In Limbo”                      | produkcja, miksowanie, mastering  | [ 34 ] |
| 2015 | Chico                             | In Limbo                        | „My Queen”                      | produkcja, miksowanie, mastering  | [ 34 ] |
| 2015 | Chico                             | In Limbo                        | „Ja wiem”                       | produkcja, miksowanie, mastering  | [ 34 ] |
| 2015 | Chico                             | In Limbo                        | „The Dotted Line”               | produkcja, miksowanie, mastering  | [ 34 ] |
| 2015 | Chico                             | In Limbo                        | „Lazy Eye”                      | produkcja, miksowanie, mastering  | [ 34 ] |
| 2015 | Chico                             | In Limbo                        | „Sweet & Sour”                  | produkcja, miksowanie, mastering  | [ 34 ] |
| 2017 | Irena Jarocka                     | Której nie znacie, vol. 1       | „Jednodniowe obietnice”         | muzyka                            | [ 35 ] |
| 2018 | Laboratorium                      | Now                             | „Now”                           | mastering                         | [ 36 ] |
| 2018 | Laboratorium                      | Now                             | „Nurek”                         | mastering                         | [ 36 ] |
| 2018 | Laboratorium                      | Now                             | „Pustynna burza”                | mastering                         | [ 36 ] |
| 2018 | Laboratorium                      | Now                             | „Pink Nostalgy”                 | mastering                         | [ 36 ] |
| 2018 | Laboratorium                      | Now                             | „I Am So Glad Punk Is Dead”     | mastering                         | [ 36 ] |
| 2018 | Laboratorium                      | Now                             | „Makijaż”                       | mastering                         | [ 36 ] |
| 2018 | Laboratorium                      | Now                             | „Laboratorium”                  | mastering                         | [ 36 ] |
| 2018 | Laboratorium                      | Now                             | „Jeziorko G”                    | mastering                         | [ 36 ] |
| 2018 | Laboratorium                      | Now                             | „Latin Groove”                  | mastering                         | [ 36 ] |
| 2018 | Laboratorium                      | Now                             | „Grzybobranie”                  | mastering                         | [ 36 ] |
| 2018 | Laboratorium                      | Now                             | „Anatomy Lesson”                | mastering                         | [ 36 ] |
| 2018 | Laboratorium                      | Now                             | „We Will Be Back”               | mastering                         | [ 36 ] |
| 2018 | Fokus, Abradab, Gural, DJ Decks   | DJ Decks Mixtape vol. 6         | „Styl, rap, bit, pasja”         | muzyka                            | [ 37 ] |
| 2018 | Białas, Solar, DJ Decks           | DJ Decks Mixtape vol. 6         | „Najstraszliwszy sen”           | słowa                             | [ 37 ] |
| 2020 | Janusz Grzywacz, Zbigniew Wodecki | Jak Janosik tańczył z cesarzową | „Song finałowy”                 | produkcja                         | [ 38 ] |
| 2020 | Krys Day                          | –                               | „Tylko to”                      | produkcja                         | [ 39 ] |
| 2021 | Krys Day                          | –                               | „Nie zatrzymasz jej”            | produkcja                         | [ 40 ] |

## Filmografia
- 1979: muzyka do filmu Mysz: utwór „Nadzieje, niepokoje” (Exodus)[41]
- 1985: muzyka do spektaklu Kandyd[42]
- 2008: Historia polskiego rocka we własnej osobie[43]
- 2024: sanah NA STADIONACH we własnej osobie

## Nagrody i nominacje
| Rok  | Konkurs        | Kategoria                                                                              | Tytułem     | Rezultat  |
| ---- | -------------- | -------------------------------------------------------------------------------------- | ----------- | --------- |
| 2021 | Fryderyki 1994 | Nagroda specjalna za całokształt dokonań organizacyjnych i impresaryjnych do roku 1994 | całokształt | Nominacja |